# Ariane Passenger PayLoad Experiment
APPLE (acronimo per l'espressione inglese Ariane Passenger PayLoad Experiment), è un satellite artificiale in orbita geostazionaria sviluppato dalla Indian Space Research Organisation. Fu lanciato il 19 giugno 1981 da un razzo Ariane 1 nel  Centre Spatial Guyanais a Kourou, nella Guyana francese. È stato il primo satellite indiano per le telecomunicazioni.